# Orban (Frankrijk)
Orban is een gemeente in het Franse departement Tarn (regio Occitanie) en telt 331 inwoners (2021). De plaats maakt deel uit van het arrondissement Albi.

## Geografie
De oppervlakte van Orban bedraagt 8,8 km², de bevolkingsdichtheid is 34,0 inwoners per km².
De onderstaande kaart toont de ligging van Orban (Frankrijk) met de belangrijkste infrastructuur en aangrenzende gemeenten.

## Demografie
Onderstaande figuur toont het verloop van het inwonertal (bron: INSEE-tellingen).